# Objaw Schwartzego
Objaw Schwartzego – jeden z objawów występujący w otosklerozie. Polega on na przeświecaniu przez cienką i atroficzną błonę bębenkową (typową dla  otosklerozy), zmienionej wyściółki jamy bębenkowej – dobrze unaczynionego ogniska otosklerotycznego okolicy wzgórka (łac. promontorium). W otoskopii widoczny jest jako zaróżowienie fragmentu błony bębenkowej. Został opisany przez niemieckiego lekarza Hermanna Hugona Rudolfa Schwartzego (1837-1919) w 1873 roku.